# Poecilochthonius
 (juillet 2020).
Genre
Poecilochthonius est un genre d'acariens de la famille des Brachychthoniidae.

## Liste d'espèces
Selon ITIS (23 juillet 2020) :
- Poecilochthonius italicus (Berlese, 1910)
- Poecilochthonius parallelus (Womersley, 1945)
- Poecilochthonius spiciger (Berlese, 1910)